# Franca (nome)
Franca  è un nome proprio di persona italiano femminile.

## Varianti
- Alterati: Franchina
- Maschili: Franco[1][2]

### Varianti in altre lingue
- Croato: Franka[3]
- Sloveno: Francka[3]

## Origine e diffusione
È la forma femminile del nome Franco, e può avere due differenti origini: come ipocoristico di Francesco/Francesca o derivante dall'antico nome germanico Franco, di significato ignoto, assunto poi come etnico dai Franchi e passato infine a significare "libero" (nel Medioevo i Franchi erano l'unica gente a godere dei diritti di cittadini liberi).

## Onomastico
L'onomastico si festeggia il 25 aprile in memoria di santa Franca di Piacenza, badessa benedettina di San Siro e poi badessa cistercense di Montelana e Pittolo.

## Persone
- Franca Bettoja, attrice italiana

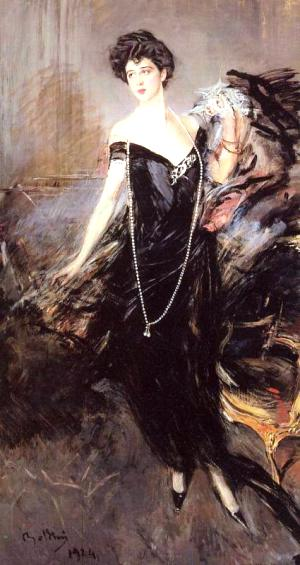
Franca Florio

- Franca Dominici, attrice e doppiatrice italiana
- Franca Falcucci, politica italiana
- Franca Faldini, attrice, giornalista e scrittrice italiana
- Franca Florio, nobildonna italiana
- Franca Lumachi, attrice e doppiatrice italiana
- Franca Pilla, first lady italiana
- Franca Raimondi, cantante italiana
- Franca Rame, attrice teatrale, drammaturga e politica italiana
- Franca Scagnetti, attrice italiana
- Franca Valeri, attrice e sceneggiatrice italiana
- Franca Viola, prima donna siciliana a rifiutare il matrimonio riparatore

### Variante Franka
- Franka Dietzsch, atleta tedesca
- Franka Potente, attrice e cantante tedesca